# Алту-Боа-Виста
Алту-Боа-Виста (порт. Alto Boa Vista) — муниципалитет в Бразилии, входит в штат Мату-Гросу. Составная часть мезорегиона Северо-восток штата Мату-Гроссу. Входит в экономико-статистический микрорегион Норти-Арагуая. Население составляет 4645 человек на 2007 год. Занимает площадь 2241,826 км². Плотность населения — 2,0 чел./км².
Праздник города — 19 апреля.

## Статистика
- Валовой внутренний продукт на 2003 год составляет 28 047 992,00 реалов (данные: Бразильский институт географии и статистики).
- Валовой внутренний продукт на душу населения на 2003 год составляет 7100,76 реалов (данные: Бразильский институт географии и статистики).
- Индекс развития человеческого потенциала на 2000 год составляет 0,708 (данные: Программа развития ООН).